# Ограбление Юхисбанка
Ограбление пункта обмена крон, работающего по лицензии Ühispank произошло 12 сентября 1999 года в Таллине (Эстония). Тогда трое мужчин ворвались в пункт обмена валют, угрожая кассиру пистолетом и связав женщину, они украли валюту на 11 675 933 крон (746 228 евро), но полиции удалось отыскать лишь 5 318 000 крон (339 882 евро) .
Грабители были задержаны в начале октября 1999 года. Перед судом предстали: Игорь Яаксон, Владимир Ярушкин, Денис Дмитриев, Борис Островский и Иннар Каасик. Следствие установило, что одним из организаторов ограбления был сотрудник службы безопасности, работающий в пункте обмена валюты.
Борис Островский, принимавший участие в ограблении и угрожавший кассирше, был приговорен к 4 годам лишения свободы. Денис Дмитриев и Игорь Яксон получили по 3 года лишения свободы. Водитель грабителей Иннар Каасик, получил штраф в размере 4 100 крон за хищение имущества преступным путем. Наказание было мягче, чем требовал прокурор, так как владелец пункта обмена валюты не смог доказать, что было украдено именно 11,6 млн крон, так как 6,3 млн не были найдены.
Это событие считается крупнейшим ограблением в Эстонии.